# Stogovci (gmina Apače)
Stogovci – miejscowość w Słowenii w gminie Apače.